# Хорватський легіон (Україна)
Хорватський легіон — добровольче військове формування, що існувало у складі Бригади «Азов», під час війни на сході України (АТО) та складалося з хорватських добровольців.

## Історія
Журналісти сайту «Sloboda.hr» зустрілися з хорватськими добровольцями перед їх від'їздом в Україну 28 січня 2015 року, та оскільки вони просили нічого не публікувати до прибуття на українську базу, щоб уникнути проблем із прикордонними службами, стаття про хорватів, які вирушають до полку «Азов», вийшла лише 6 лютого. 
«Sloboda.hr» розповідає: «Наш співрозмовник Денис Ш., неформальний лідер групи хорватів, які їдуть, щоб приєднатися до української армії у боях на сході країни. На питання про те, чим мотивується це рішення, Денис каже, що йдеться про чистий ідеалізм. «Відбувається відкрита російська агресія на Україну, подібна до тієї, що ми пережили ще 1991 року. Всі ці люди зрозуміли цей факт, і тому ми йдемо на допомогу». Денис вважає, що хорватська громадськість правильно розуміє те, що відбувається в Україні, але урядова допомога Україні надто мала і недостатня. «Україна була першою країною-членом ООН, яка визнала Хорватію вже 11 грудня 1991 року. Тобто попереду Німеччини, Ватикану та інших країн», — нагадує Денис.
На війну вирушили трохи більше ніж 20 хорватів, здебільшого з бойовим досвідом, як розповідає Денис, наймолодші — двоє двадцятирічних, решті по 35, 40, 45 років, із військовим досвідом і досвідом участі у різних міжнародних місіях.
Міністр закордонних справ Хорватії Весна Пусич в лютому 2015 року підтвердила інформацію про хорватських громадян, що воюють в Україні. У МЗС запевнили, що громадяни Хорватії, які б'ються на боці сил АТО, приїхали в Україну добровільно. 
10 липня 2018 року ОЗСП «Азов» виклав відеозвернення хорватського добровольця полку Азов до гравців збірної Хорватії з футболу 
За словами хорватського добровольця, більшість хорватських добровольців були змушені залишити Україну через постійні бюрократичні перешкоди. 